# 奥田圭子
奥田 圭子（おくだ けいこ、1966年3月1日 - ）は、日本の元アイドル歌手、元女優、元タレント。広島県三原市出身。
現在は芸能活動から引退している。

## 経歴
1966年広島県三原市生まれ。広島県立三原高等学校を卒業。
1982年のホリプロタレントスカウトキャラバン、1984年の東宝シンデレラに出場後、1984年にパイロット万年筆のイメージガールとして芸能界入り。なお、｢芸能界に進みたいとかじゃなくて、審査会場の雰囲気が好きだったの。注目されたかったのかな。オリンピックと同じで参加することに意義があるって感じ｣と言うように、芸能界に入る前は様々なオーディションを受けていたという。
パイロット万年筆のCMソングでレコードデビュー後、映画『パンツの穴』の第2作『パンツの穴 花柄畑でインプット』で、志村香と共にヒロイン役を務めた。
その後、芸名の表記を本名の奥田 佳子（読みは同じ）と改め、1990年代末期まで主に女優としてテレビドラマに出演した。
芸能活動休止後、アンチエージング化粧品「viento de KINO」のプロデュースを行っていた時期もある。
2011年から映像コンテンツ権利処理機構に連絡のとれない権利者として掲載されている。

## 人物
- 当時のアイドルとしては異彩を放つルックスで、ショートカットで白目のはっきりした目が特徴。
- 160cm、47kg（当時のプロフィールより）と背が高くスレンダーで、全体的にクールな印象であった。
- BOØWYが一般的な人気を得る以前の1984年の時点で大ファンであることを公言していた。この当時はBOØWYのファンだと発言すると、たいていデヴィッド・ボウイと勘違いされたという。また、BOØWYに限らず日本のニュー・ウェイヴバンドを好んでいた[3]。

## 受賞歴
- メガロポリス歌謡祭・新人賞受賞
- KBC音楽祭・新人賞受賞
- 新宿音楽祭・敢闘賞受賞
- 全日本有線放送大賞・新人賞受賞

## ディスコグラフィー

### シングル
| #               | 発売日          | タイトル                                                                | c/w                                                                          | 規格品番        | オリコン 最高位 |
| アポロン / ALTY | アポロン / ALTY | アポロン / ALTY                                                         | アポロン / ALTY                                                              | アポロン / ALTY | アポロン / ALTY |
| --------------- | --------------- | ----------------------------------------------------------------------- | ---------------------------------------------------------------------------- | --------------- | --------------- |
| 1st             | 1985年2月21日   | 夢ください―知・的・優・遊― 作詞：鈴井みのり 作曲：玉置浩二 編曲：奥慶一 | 明日からのフォトグラフ 作詞：森田由美 作曲：鈴木康志 編曲：大谷和夫          | AY07-30         | 32位            |
| 2nd             | 1985年7月10日   | 瞳の中に 作詞：三浦徳子 作曲：岡本朗 編曲：矢野立美                     | グラデイション 作詞：芹沢類 作曲：松田良 編曲：武部聡志                      | AY07-31         | 27位            |
| 3rd             | 1985年10月21日  | プラスティック 作詞：秋元康 作曲：氷室京介 編曲：布袋寅泰               | Bye Sideロマンス 作詞：あさくらせいら 作曲：三谷泰弘 編曲：入江純            | AY07-35         | 39位            |
| 4th             | 1986年4月21日   | 家族 作詞：秋元康 作曲：森田公一 編曲：奥慶一                           | 演歌は歌えない （歌：リトルバーズ） 作詞：秋元康 作曲：森田公一 編曲：奥慶一 | AY07-51         |                 |
| CBSソニー       |                 |                                                                         |                                                                              |                 |                 |
| 5th             | 1987年10月21日  | Single Woman 作詞：松本隆 作曲：筒美京平 編曲：鷺巣詩郎                 | 青い蜜蜂 作詞：松本隆 作曲：筒美京平 編曲：鷺巣詩郎                          | 07SH-1996       | 166位           |

### アルバム

#### オリジナル・アルバム
| #               | 発売日          | タイトル           | 収録曲 | 規格品番        | オリコン 最高位 |
| アポロン / ALTY | アポロン / ALTY | アポロン / ALTY    | アポロン / ALTY | アポロン / ALTY | アポロン / ALTY |
| --------------- | --------------- | ------------------ | --- | --------------- | --------------- |
| 1st             | 1985年11月21日  | cresc.             | 1. プラスティック 作詞：秋元康 作曲：氷室京介 編曲：布袋寅泰 2. 真赤なシューズを飛ばす時 作詞：秋元康 作曲・編曲：見岳章 3. 地下鉄におけるスタンリーキューブリック的考察 作詞：秋元康 作曲・編曲：見岳章 4. STORMY NIGHT 作詞：芹沢類 作曲：氷室京介 編曲：小泉まさみ 5. 夢ください-知・的・優・遊- 作詞：鈴井みのり 作曲：玉置浩二 編曲：奥慶一 6. ため息の予感 作詞：三浦徳子 作曲：稗島寿太郎 編曲：矢野立美 7. なんて… 作詞：秋元康 作曲・編曲：見岳章 8. 悲しみのアベニュー 作詞：芹沢類 作曲：中村裕介 編曲：小泉まさみ 9. Bay Sideロマンス 作詞：あさくらせいら、作曲：三谷泰弘、編曲：入江純 10. 想い出の傘の下で 作詞：森田由美、作曲：鈴木康志、編曲：入江純 | AY28-6          | 90位            |
| 1st             | 2008年3月19日   | cresc. and singles | 1. プラスティック 2. 真赤なシューズを飛ばす時 3. 地下鉄におけるスタンリーキューブリック的考察 4. STORMY NIGHT 5. 夢ください―知・的・優・遊― 6. ため息の予感 7. なんて… 8. 悲しみのアベニュー 9. Bay Sideロマンス 10. 想い出の傘の下で 11. 夢ください―知・的・優・遊― (Single Version) 作詞：鈴木みのり 作曲：玉置浩二 編曲：奥慶一 12. 明日からのフォトグラフ 作詞：森田由美 作曲：鈴木康志 編曲：大谷和夫 13. 瞳の中に 作詞：三浦徳子 作曲：岡本朗 編曲：矢野立美 14. グラデイション 作詞：芹沢類 作曲：松田良 編曲：武部聡志 15. 家族 作詞：秋元康 作曲：森田公一 編曲：奥慶一 16. 演歌は歌えない 作詞：秋元康 作曲：森田公一 編曲：奥慶一                           | VSCD-3753       |                 |

### タイアップ
| 曲名                       | タイアップ                                          | 収録作品                               |
| -------------------------- | --------------------------------------------------- | -------------------------------------- |
| 夢ください―知・的・優・遊― | パイロット万年筆CMソング                            | シングル「夢ください―知・的・優・遊―」 |
| 夢ください―知・的・優・遊― | 東映映画『パンツの穴』挿入歌                        | シングル「夢ください―知・的・優・遊―」 |
| 家族                       | NHKファミリードラマ『お箸とスプーン』主題歌         | シングル「家族」                       |
| 演歌は歌えない             | NHKファミリードラマ『お箸とスプーン』挿入歌         | シングル「家族」                       |
| Single Woman               | 日本テレビ系ドラマ『こんな学園みたことない!』主題歌 | シングル「Single Woman」               |

## 出演

### 映画
- パンツの穴 花柄畑でインプット（1985年、東映） - 島野ミチル 役
- この胸のときめきを（1988年、東映クラシックフィルム） - 恭子 役

### テレビドラマ
- 天使のアッパーカット（1986年6月-10月、TBS・大映テレビ） - 武村美樹 役
- 月曜ドラマランド（CX）
  - 「有閑倶楽部」（1986年11月10日） - 白鹿野梨子 役
  - 「新・坊ちゃん」（1987年）
  - 「女だらけ お姉ちゃん5人の恐怖のいじめにカケフ君タジタジ！ボクもうこんな家いやだ!」（1987年7月13日）
- おんな風林火山 第9話「命を賭けた密会」 - 第16話「戦場に散った恋」（1986年12月-1987年3月、TBS・大映テレビ） - 可奈姫 役
- ナショナル劇場『水戸黄門 第17部』第6話「悲願仇討ち傘女房・岐阜」（1987年10月5日、 TBS・C.A.L） - お咲 役
- こんな学園みたことない!（1987年10月-1988年3月、YTV） - 主演・一条寺さやか 役
- ザ・スクールコップ　第7話 - 第10話「聖山女学院の巻」（1988年、CX・大映テレビ） - 新庄早苗 役
- 夢と承知で（1988年8月6日、NTV・ユニオン映画）
- 隠密・奥の細道 第21話「炎に甦る女の涙」（1989年3月10日、TX）
- 花王 愛の劇場『鎌倉ペンション物語』（1989年5月29日 - 7月14日、TBS）
- 風雲!真田幸村  第21話「望郷　闇の元締必殺剣」（1989年、TX） - 喜代 役
- 男と女のミステリー「北海道・霧多布の女! 虹の殺人海溝」（1989年4月28日、CX）
- おふくろに脱帽!!（1989年5月5日、CX）
- お引越し（1989年7月18日、テレビ朝日）
- 教頭試験（1989年9月6日、NTV）
- 月影兵庫あばれ旅 第1シリーズ 第12話「道行き泪の置土産」（1989年12月22日、TX） - おみの 役
- 東京ストーリーズ第12回 結婚記念日（1990年1月18日、CX） - 絵美 役
- NHK大河ドラマ『翔ぶが如く』（1990年、NHK） - 西郷スマ 役
- 参上! 天空剣士 第6話「女ねずみ小僧あらわる」（1990年5月13日、TX）
- 泣いて笑って オンリー・ユー（1990年、NTV）
- ドラマチック22『めざせ!イカ天 ロックンOL物語』（1990年5月12日、TBS） - 豊田佑子 役
- 静寂の声 乃木希典・静子の生涯（1990年12月22日、テレビ朝日）
- 火曜ミステリー劇場「雪の能登半島　幽霊海岸殺人事件」（1991年2月19日、ANB）
- 幕府お耳役檜十三郎 第6話「大名馬鹿・罠にかかった六万石」（1991年5月12日、TX）
- 金田一耕助の傑作推理 第12作「魔女の旋律」（1991年2月27日、TBS）
- 銭形平次 第1シリーズ 第11話「水底の鐘」（1991年8月14日、CX） - おしの 役
- ラブ・シミュレーション（1991年、CX）
- 岡っ引どぶ 第2話「流人島殺人事件」（1991年4月17日、CX） - お袖 役
- カナリアホテル508（1991年、CX）
- 土曜ワイド劇場「千曲川旅情殺人事件〜二つの密室のトリック」（1991年12月28日、ANB）
- お助け同心が行く! 第7話「名刀、辻斬り」（1993年5月21日、TX）
- 運命の森（1994年、東海テレビ） - 北里久美子 役
- 火曜サスペンス劇場 「小京都ミステリー13」豊後路石仏殺人事件（1995年1月3日、NTV） ‐ 金子（平林）小百合 役
- 八丁堀捕物ばなし 第8話「甘い罠」（1996年6月12日、CX）‐ お京 役
- 暴れん坊将軍IX 第20話「燃え上る恋の炎! 出世を捨てた若大名」（1999年5月6日、ANB・東映） - お喜和 役

### バラエティ
- 鎌倉恋愛委員会 ポスターカラー（1991年12月24日、TBS）